# シッティングバレーボール

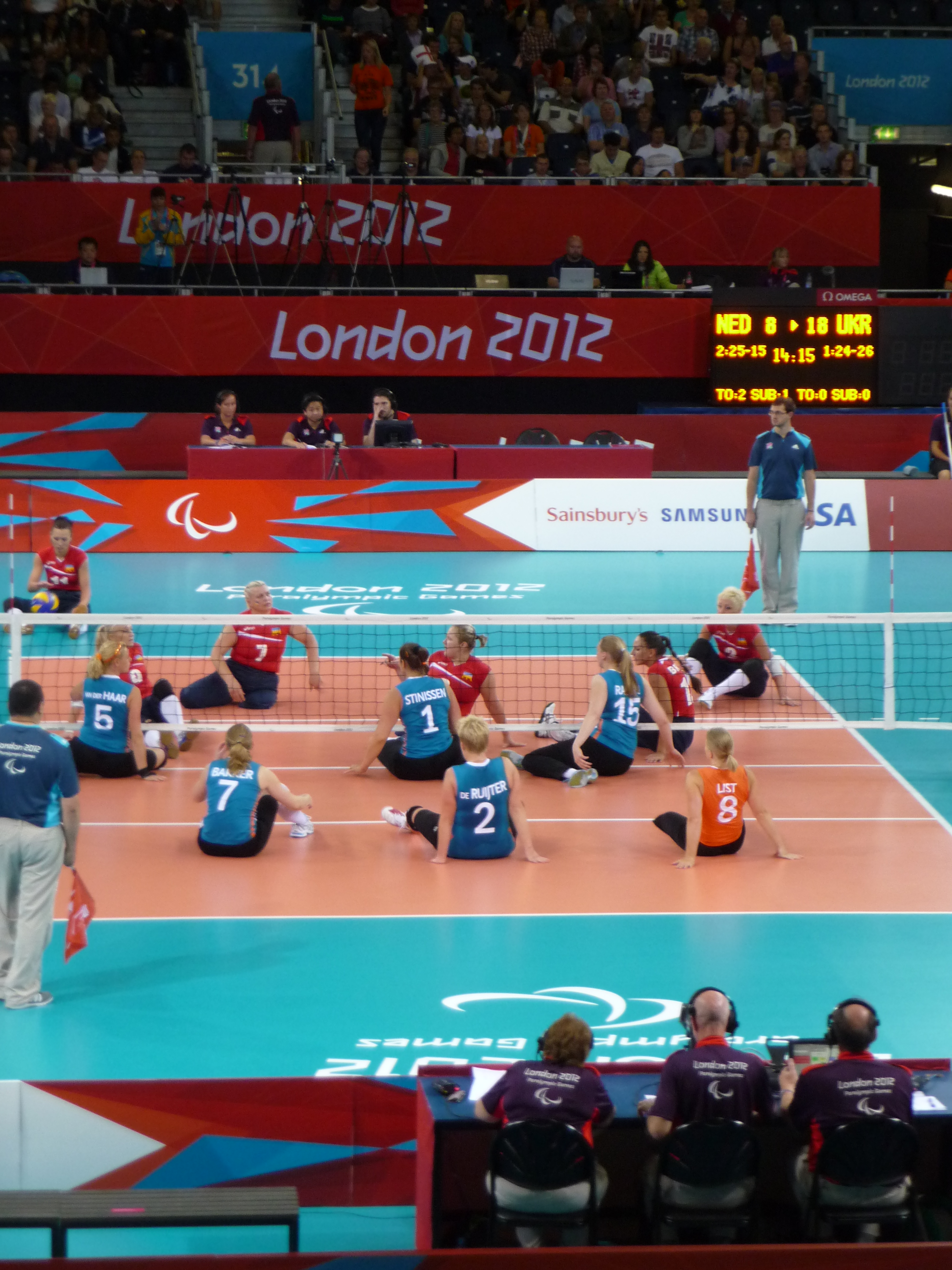
シッティングバレーボールの試合。2012年ロンドンパラリンピックにて。

シッティングバレーボール（英語：sitting volleyball）は、座った姿勢で行うバレーボール。健常者も脚に障害を持った人もともに楽しむことができ、夏季パラリンピック競技種目に採用されている。

## 歴史
1956年、オランダでドイツを起源とするジッツバル（ドイツ語で「シッティングボール」の意）とバレーボールを組み合わせたシッティングバレーボールが考案された。
国際大会は1967年から行われるようになり、1979年には国際身体障害者スポーツ機構（ISOD）による初の公式の国際トーナメントがオランダのハールレムで開催され、さらに1980年アーネムパラリンピックで男子の部がパラリンピックの正式種目になった。1993年からは女子の選手権大会も実施されている。パラリンピックにおいても2004年のアテネパラリンピックから女子の部が正式種目となった。

## ルール
インドア6人制バレーボールのルールと共通点が多いが、座位の競技という理由で相違点が少なからず存在する。

### 共通点
- コート内の競技者は6名。
- 1セット25点先取のラリーポイント制で5セットマッチ。
- リベロ制の採用。
- テクニカルタイムアウトの採用[2]。

### 相違点
- コート

10m（エンドラインから反対側のエンドラインまで）×6m（サイドラインから反対側のサイドラインまで）。ネット（センターライン）から2mエンドライン側にアタックラインが敷設されている。
- ネットの高さ

男子は1.15m、女子1.05mに規定されている。男女混合の場合は、男子の高さが適用される。
- リフティングの禁止

臀部の一部を常に床面に接していなければならない。アタックやブロックする際にも適用される。ただし、レセプションやディグ時には短時間のリフティングは許可されている。
- サーブブロックの許可

相手サーブのブロックが許可されている。ただしリフティングしてのブロックはできない。
日本国内では1992年6月に競技がスタートした。日本パラバレーボール協会（2014年に日本シッティングバレーボール協会から組織変更）が統括団体として運営を行っており、競技人口は約1,000人。地域リーグ戦や東日本・西日本大会および毎年12月に日本選手権が行われている。
パラリンピックなどの世界大会における日本代表のポジションは概ね8位程度である。日本女子代表チームには煌めきJAPAN（きらめきジャパン）という愛称がある。

## クラス
パラリンピックなどの国際大会では、障害を持つ選手が、クラス分けを受けてチームを編成する。選手は、四肢障害などの中・重度の障害のあるSVⅠクラスと、人工関節や軽度の機能障害のあるSVⅡクラスに分けられる。1チームは12名から構成され、障害の軽いSVⅡクラスの選手は、1チーム最大2名まで認められる。コートに入ってプレーする6名の中で、SVⅡクラスの選手は1名のみに限られる。
しかし国内では、障害の有無に関係なく楽しめるスポーツとして普及し、障害を持つ選手と健常者から構成されるチーム、健常者だけで構成されるチームが出場できる大会もある。

## 関連作品
漫画家の森下薫によるシッティングバレーボールを扱った作品がある。
- JUMP!〜シッティングバレーボール物語（発行所：講談社）
  1. （2006年10月、ISBN 978-4-06-340617-7）
  2. （2007年5月、ISBN 978-4-06-340646-7）
  3. （2008年4月、ISBN 978-4-06-340697-9）
- シッティンガールズ（発行所：講談社、2008年9月、ISBN 978-4-06-375555-8）